# روز فرانسين روغومبه
روز فرانسين روغومبه (بالفرنسية: Rose Francine Rogombé)‏ (و. 1942 – 2015 م) هي سياسية، ومحامية من الغابون. شغلت منصب رئيس الغابون بالوكالة للفترة من 10 يونيو 2009 إلى 16 أكتوبر 2009. خلفها الرئيس الحالي علي بونغو أونديمبا.